# Bolivie aux Jeux olympiques d'été de 1936
La Bolivie participe aux Jeux olympiques d'été de 1936 qui se déroulent du 1er au 16 août 1936 à Berlin en Allemagne. Il s'agit de sa première participation à des Jeux d'été. La délégation bolivienne est représentée par un athlète en natation, Alberto Conrad, sélectionné au 100m nage libre. Il est également le porte-drapeau du pays lors des cérémonies d'ouverture et de clôture de ces Jeux qui ont lieu au sein du Stade olympique de Berlin.
La Bolivie fait partie des pays qui ne remportent pas de médaille au cours de cet évènement sportif.

## Natation
Hommes
| Athlète        | Épreuve               | Séries        | Séries | Demi-finales | Demi-finales | Finale   | Finale |
| Athlète        | Épreuve               | Résultat      | Rang   | Résultat     | Rang         | Résultat | Rang   |
| -------------- | --------------------- | ------------- | ------ | ------------ | ------------ | -------- | ------ |
| Alberto Conrad | 100 mètres nage libre | 1 min 17 s 50 | 7e     | NC           | NC           | NC       | NC     |